# Cubocephalus distinctor
Cubocephalus distinctor là một loài tò vò trong họ Ichneumonidae.